# الحنكة (الملاح)

تعديل مصدري - تعديل

الحنكة هي إحدى قرى عزلة الملاح بمديرية الملاح التابعة لمحافظة لحج، بلغ تعداد سكانها 80 نسمة حسب تعداد اليمن لعام 2004.